# Das magische Schwert – Die Legende von Camelot
Das magische Schwert – Die Legende von Camelot (Originaltitel: Quest for Camelot) ist ein Zeichentrickfilm aus dem Jahr 1998.

## Handlung
Die kleine Kayley wächst wohlbehütet auf dem Hof ihrer Eltern auf. Ihr Vater ist Sir Lionel, ein Ritter von König Artus’ Tafelrunde. Lord Ruber, ebenfalls der Tafelrunde zugehörig, ist jedoch habgierig und machthungrig und versucht einen Putsch gegen den König, um selbst König zu werden. Beim Kampf gegen Ruber stirbt Sir Lionel. Ruber entkommt.
Kayley wird erwachsen und träumt davon, wie ihr Vater ein Ritter zu werden, anstatt nur auf dem Hof die Tiere zu versorgen. Plötzlich wird das Schwert Excalibur gestohlen, die Nachricht verbreitet sich im ganzen Land. Lord Ruber kehrt mit viel dunkler Magie zurück und will mithilfe von Excalibur die Macht an sich reißen. Er kommt auch am Hof von Kayley und ihrer Mutter vorbei. Kayley erfährt von den Plänen des finsteren Ruber und dem Versteck des Schwertes und flüchtet vor Rubers mordlustigen Gehilfen in den Zauberwald, in dem das Schwert versteckt wurde. Dort trifft sie den blinden Einsiedler Garrett. Widerwillig ist er bereit, Kayley zu helfen das Schwert zu finden. Auf ihrem Weg treffen sie die zänkischen siamesischen Zwillingsdrachen Feuer und Flamme und es entsteht ein kleines Flämmchen der Liebe zwischen den beiden, das sie sich aber zunächst nicht eingestehen.
Gemeinsam schaffen sie es Excalibur aus den Händen eines Steinriesen zu stehlen, jetzt muss das Schwert nur noch nach Camelot gebracht werden. Garrett jedoch will nicht mit nach Camelot gehen, weil er sich für unzulänglich hält. Lord Ruber bekommt daraufhin Kayley und das Schwert zu fassen. Feuer und Flamme berichten Garrett von der Entführung Kayleys und Garrett eilt zur Hilfe. Durch eine List kann Ruber in den Burgturm gelangen, in dem sich Artus aufhält. Kayley und Garrett schleichen sich durch die Burg, um Artus beizustehen, und Kayley gelingt es schließlich, den dunklen Lord zu besiegen. Magie liegt in der Luft, Garrett und Kayley werden zu Rittern der Tafelrunde geschlagen, sie küssen sich und reiten gemeinsam davon.

## Produktion und Veröffentlichung
Der Film wurde von Warner Bros. produziert. Er kam am 15. Mai 1998 in die US-amerikanischen und am 25. Juni 1998 in die deutschen Kinos. In Deutschland hatte er 687.909 Besucher und spielte 2.880.617 Euro ein.

## Synchronisation
Die deutschsprachige Synchronisation erfolgte durch die Interopa Film nach einem Dialogbuch von Frank Schaff, der auch die Dialogregie übernahm.
| Rolle                  | Originalsprecher | Synchronsprecher        |
| ---------------------- | ---------------- | ----------------------- |
| Kayley (Sprache)       | Jessalyn Gilsig  | Nana Spier              |
| Kayley (Gesang)        | Andrea Corr      | Nena                    |
| Kayley als Kind        | Sarah Freeman    | Yvonne Greitzke         |
| Garrett (Sprache)      | Cary Elwes       | Simon Jäger             |
| Garrett (Gesang)       | Bryan White      | Hartmut Engler          |
| Feuer                  | Don Rickles      | Wigald Boning           |
| Flamme                 | Eric Idle        | Olli Dittrich           |
| Hackschnabel           | Jaleel White     | Dirk Bach               |
| Lady Juliana (Sprache) | Jane Seymour     | Cornelia Meinhardt      |
| Lady Juliana (Gesang)  | Céline Dion      | Heike Gentsch           |
| König Artus (Sprache)  | Pierce Brosnan   | Leon Boden              |
| König Artus (Gesang)   | Steve Perry      | Hendrik Bruch           |
| Lord Ruber (Sprache)   | Gary Oldman      | K. Dieter Klebsch       |
| Lord Ruber (Gesang)    | Gary Oldman      | Joachim Hübner          |
| Merlin                 | John Gielgud     | Friedrich W. Bauschulte |
| Sir Lionel             | Gabriel Byrne    | Bernd Vollbrecht        |
| Vogel Greif            | Bronson Pinchot  | Tobias Meister          |

## Kritiken
„Auch wenn Das magische Schwert qualitativ mit den aufwendiger produzierten Konkurrenzprojekten nicht mithalten kann, so verspricht die ansprechende Umsetzung der altbekannten Disney-Erfolgsformel für familienfreundliche Unterhaltung doch zumindest weltweit ordentliche Umsätze.“

„Nur was für die ganz Kleinen: die Artus-Sage im Pseudo-Disney-Look.“

„Ein stimmungsvoller und spannungsreicher Zeichentrick- und Fantasyfilm abseits vordergründiger Anachronismen, der charmant unterhält und Kinder sowie junge Erwachsene gleichermaßen zu fesseln vermag.“

## Auszeichnungen
Der Filmsong „The Prayer“ von Carole Bayer Sager, David Foster, Tony Renis und Alberto Testa war bei der Oscarverleihung 1999 in der Kategorie Bester Song nominiert und gewann bei den Golden Globe Awards 1999 in der Kategorie Bester Filmsong.